# Phyllodes eyndhovii
Phyllodes eyndhovii là một loài bướm đêm thuộc họ Noctuidae. Loài này có ở Himalaya, miền tây Trung Quốc, Đài Loan, Thái Lan, Sundaland và Palawan.
Ấu trùng ăn các loài Acacia